# بیمارستان بالینی فئوفانیا
بیمارستان بالینی فئوفانیا (به لاتین: Feofaniya Clinical Hospital) یک بیمارستان در اوکراین است که در کی‌یف واقع شده است.